# Placospongia carinata
Placospongia carinata är en svampdjursart som först beskrevs av James Scott Bowerbank 1858.  Placospongia carinata ingår i släktet Placospongia och familjen Placospongiidae. Inga underarter finns listade i Catalogue of Life.